# 望湘園
望湘園是中華人民共和國上海市一家湘菜餐飲企業，於2002年6月成立。2015年，望湘园在新三板上市。截至2022年初，望湘園在上海、北京、南京、苏州、合肥拥有57家门店。

## 外部連結
- 官方网站